# Carta d'una desconeguda (llibre)
Carta d'una desconeguda (títol original en alemany: Brief einer Unbekannten) és una novel·la curta escrita per Stefan Zweig publicada el 1922. Explica la història d'un prestigiós novel·lista que, en la Viena del 1900, llegeix una carta que li ha escrit una dona que no coneix; a través de la lectura i de la passió que desprén la carta, l'autor es veu fascinat i sorprès per una dona que sembla conèixer-lo molt bé.
D'aquesta obra se n'han fet diverses adaptacions cinematogràfiques, i també per a la televisió, el teatre i l'òpera, d'entre les quals destaca la pel·lícula de 1948 Carta d'una desconeguda, dirigida per Max Ophüls i protagonitzada per Joan Fontaine i Louis Jourdan.

## Argument
Viena, 1900. Stefan Brand és un escriptor ric i famós a qui agrada sortir de nit i seduir les dones. Mentre que es canvia de casa, la filla de la veïna cau sota el seu encant: l'espia, el segueix, l'estima bojament en secret. El trobarà un dia, passaran la nit junts. Per a ell, no serà més que un capritix, per a ella serà l'amor de la seva vida.
Un vespre, mentre que torna a casa seva, troba una carta d'un remitent desconegut. És de la seva veïna, després de morta. Les primeres línies l'enganxen i la lectura l'ocupa finalment tota la nit. A poc a poc, descobreix un passat sota la mirada passional d'un ésser que ha ignorat.

## Edicions en català
- Zweig, Stefan. Carta d'una desconeguda.  Quaderns Crema., traducció de Carme Gala
- Zweig, Stefan. Carta d'una desconeguda.  Viena Edicions, 2023. ISBN 978-84-18908-88-0., traducció de Clara Formosa